# Defileul Jiului Nationalpark
Defileul Jiului Nationalpark (rumænsk: Parcul Naţional Defileul Jiului) er et beskyttet område (nationalpark kategori II IUCN) beliggende i Rumænien i distrikterne Gorj (92%) og Hunedoara (8%).

## Beliggenhed
Nationalparken ligger langs kløften dannet af Jiu-floden mellem Vâlcan-bjergene og Parâng-bjergene (undergruppe af bjerge i Sydkarpaterne) i den nordlige del af Gorj-distriktet.

## Beskrivelse
Defileul Jiului Nationalpark, der har et areal på 111,27 km², blev erklæret beskyttet område ved regeringsbeslutning nummer 1581 i 2005 (publiceret i den rumænske officielle avis, Monitorul Oficilal, nummer 38 den 12. januar 2006) og repræsenterer et område, der beskytter en stor mangfoldighed af flora og fauna.